# Poniec (gmina)
Poniec – gmina miejsko-wiejska w województwie wielkopolskim, w powiecie gostyńskim. W latach 1975–1998 gmina położona była w województwie leszczyńskim.
Siedziba gminy to Poniec.
Według danych z 30 czerwca 2004 gminę zamieszkiwały 7863 osoby. Natomiast według danych z 31 grudnia 2017 roku gminę zamieszkiwało 7765 osób.

## Struktura powierzchni
Według danych z roku 2002 gmina Poniec ma obszar 132,32 km², w tym:
- użytki rolne: 74%
- użytki leśne: 18%

Gmina stanowi 16,33% powierzchni powiatu.

## Demografia

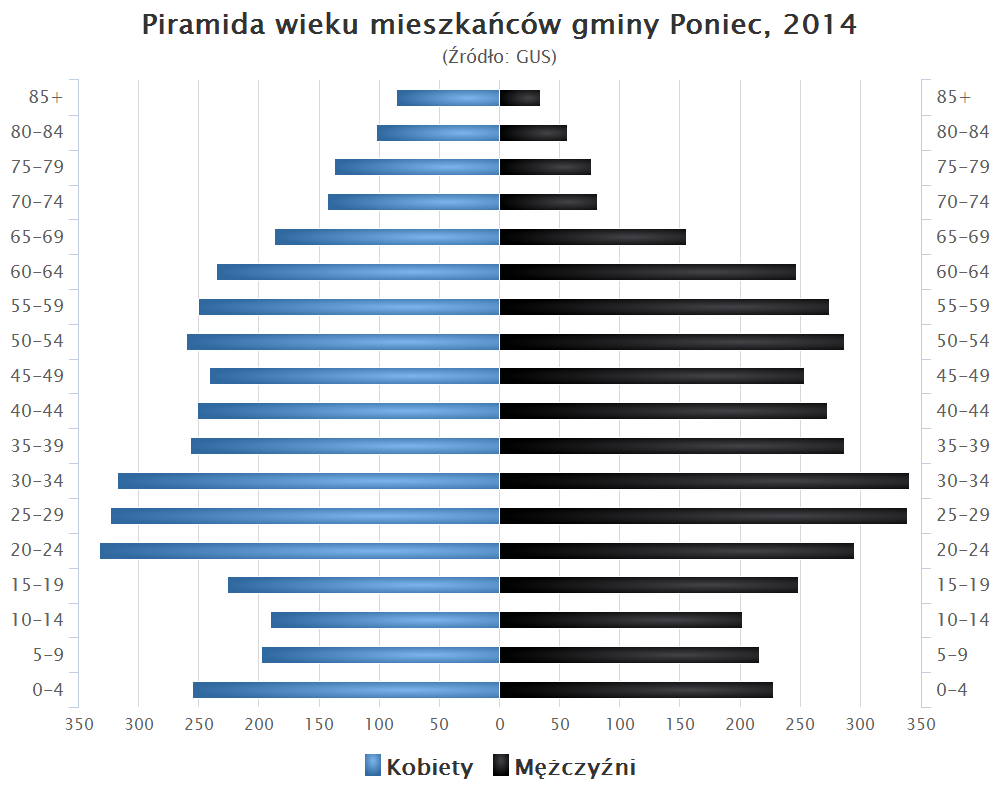
Piramida wieku mieszkańców gminy Poniec w 2014 roku

Dane z 30 czerwca 2004:
| Opis                              | Ogółem | Ogółem | Kobiety | Kobiety | Mężczyźni | Mężczyźni |
| --------------------------------- | ------ | ------ | ------- | ------- | --------- | --------- |
| jednostka                         | osób   | %      | osób    | %       | osób      | %         |
| populacja                         | 7863   | 100    | 4042    | 51,4    | 3821      | 48,6      |
| gęstość zaludnienia (mieszk./km²) | 59,4   | 59,4   | 30,5    | 30,5    | 28,9      | 28,9      |

## Sołectwa gminy Poniec
- Poniec – miasto, siedziba gminy
- Bączylas
- Bogdanki
- Czarkowo
  - Franciszkowo (osiedle)
- Drzewce
- Dzięczyna
  - Dzięczynka (kolonia)
- Grodzisko
  - Maciejewo (folwark)
- Janiszewo
  - Janiszewo (osada)
- Łęka Mała
- Łęka Wielka
  - Kopanie (folwark)
- Miechcin
- Rokosowo
- Sarbinowo
  - Włostki (osada)
- Szurkowo
- Śmiłowo
- Teodozewo
- Waszkowo
- Wydawy
- Zawada
- Żytowiecko

## Sąsiednie gminy
Bojanowo, Gostyń, Krobia, Krzemieniewo, Miejska Górka, Rydzyna